# 中性岩
在火成岩相學中，中性岩（英语：intermediate composition）是指含有52-63 wt％{\displaystyle {\ce {SiO2}}}的岩石。他们是長英質和鎂鐵質成分之間的中間產物。典型的中性岩包括火山岩中的安山岩、英安岩和粗安巖，以及深成岩中的閃長岩和花崗閃長岩。